# Мартинес, Кико
Кико Мартинес (исп. Kiko Martínez), род. 7 марта 1986 года Эльче, Валенсия, Испания) — испанский боксёр-профессионал, выступающий во второй легчайшей весовой категории (англ. Super bantamweight). Чемпион мира по версии IBF (2013—2014). Чемпион Европы (по версии EBU, 2007—2008, 2011—2013, 2018—н. в..).

## Профессиональная карьера
В 2007 году за титул чемпиона Европы нокаутировал в 1-м раунде небитого ранее проспекта Бернарда Дюнне (24-0).
В 2011 году в бою за титул чемпиона Европы нокаутировал британца Джейсона Бута.
В феврале 2013 года потерпел первое досрочное поражение. Проиграл нокаутом за титул чемпиона Европы британскому проспекту, Карлу Фрамптону.
17 августа 2013 года в бою за вакантный титул чемпиона мира по версии IBF, нокаутировал в 6-м раунде небитого ранее колумбийца, Джонотана Ромеро (23-0).
21 декабря 2013 года в первой защите титула нокаутировал в 9-м раунде бывшего чемпиона мира, южноафриканца, Джеффри Маттебулу.
23 апреля 2014 года во второй защите титула, нокаутировал в 8-м раунде известного японского боксёра, двукратного чемпиона мира, Ходзуми Хасэгаву.
6 сентября 2014 года проиграл единогласным решением судей  ирландцу Карлу Фрэмптону и утратил титул чемпиона мира по версии IBF.